# 玉善線

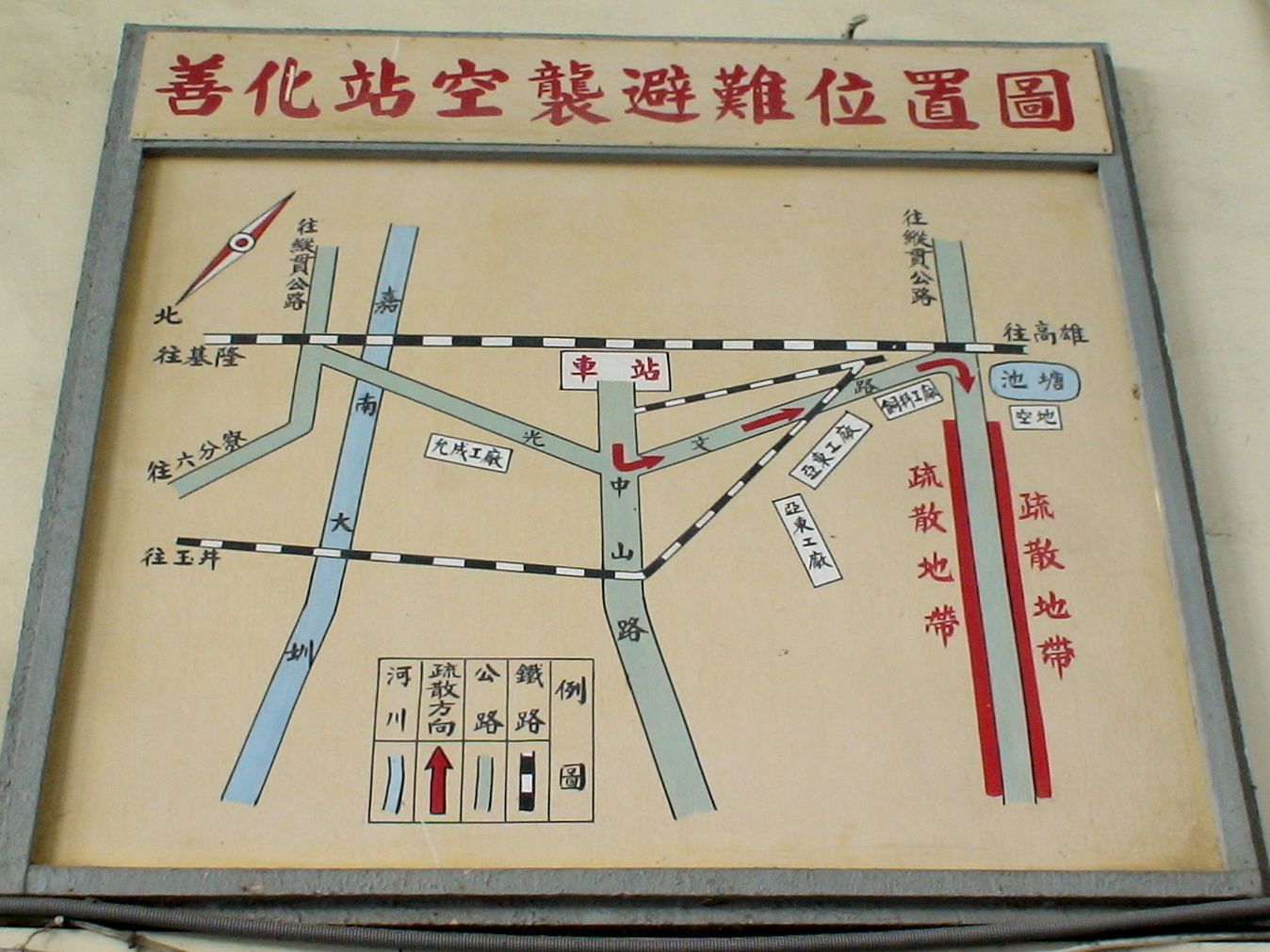
玉善線（圖中標註往玉井者）於善化端有折返線設計；此圖懸於臺鐵善化站大廳

玉善線，為位於今台灣臺南市善化區、山上區、左鎮區、玉井區，由臺灣糖業股份有限公司善化糖廠及玉井糖廠曾經營之輕便鐵路。1952~1989時營運，今已廢止。
玉善線為試辦營業線之一，事實上由善化糖廠專用線善化線、左鎮線與玉井糖廠玉左線組成。其中玉左線由戰後台糖公司完成，餘段在日治時期即有雛形。

## 路線資料
- 經營管轄：臺灣糖業股份有限公司
- 路線距離：善化＝玉井間30.1km
- 軌距：762mm
- 曾設立車站數：22
- 雙線區間：全線單線
- 電化區間：無

## 歷史
- 1952年12月22日：玉左線竣工[1]。
- 1953年1月11日：玉左線開通典禮[2]。玉左線開通後，與左鎮線一起試辦營業。[3]。
- 1954年7月1日：玉善線正式開始營業[4]
- 1957年6月：佛琴尼颱風風災致使第8號橋樑受損。松子頂＝頂店間0.4公里於翌月時刻表明訂利用竹筏接駁。[5]
- 1973年9月：玉左線停止旅客業務[6]。
- 1974年：善化＝左鎮19.4km路段改稱善左線[6]。
- 1975年：全線旅客業務廢止。
- 1989年：玉左線廢線

## 運行形態
- 以善化＝玉井往復運轉，初期一日3班。[7]。
- 營運里程與票價計算自公誠村起至左鎮，左鎮至玉井額外列玉左線計算。

- 公誠村至善化，管理上為善化營業線。

## 車站一覽
公誠村 - 灣裡 - 六德里 - 善化 -  北子店 - 小新營 - 茄拔 - 仁德 - 大社 - 明和 - 山上 -  - 玉峰 - 平陽 - 卓猿 - 頂店 - 松子頂 - 菜寮 - 左鎮 - 王萊坑 - 後坑 - 九層林 - 大松 - 望明 - 玉井
※仁德、明和、卓猿等招呼站設立期間極短：1954年2月新設、1958年6月1日廢止。

## 保存情況
由於玉左線拆除甚早，保存情況極為不佳。目前僅存部份遺跡：
- 善化市區部分路段尚存
- 左鎮車站車站本體已遭拆除，僅留廁所及月台

## 取代玉善線之公路客運
- 原興南客運7621路「玉井－山上－善化」路線。已於2013年3月1日起配合臺南市公車捷運化政策而改制停駛，目前善化－玉井兩地以大臺南公車橘幹線連結。

## 外部連結
- 後壁厝站拆毀 老照片意難忘 （页面存档备份，存于）（大紀元）